# Callipallene conirostris
Callipallene conirostris är en havsspindelart som beskrevs av Stock, J.H. 1954. Callipallene conirostris ingår i släktet Callipallene och familjen Callipallenidae. Inga underarter finns listade.